# Milà-Vignola
La Milà-Vignola (en italià: Milano-Vignola) fou una cursa ciclista italiana que es disputava entre les ciutats de Milà, a la Llombardia i Vignola, a l'Emília-Romanya. Creada el 1952 la cursa es disputà, amb unes breus interrupcions en els primers anys, fins al 1996. El 1997 la cursa fou substituïda pel Gran Premi Bruno Beghelli. L'edició de 1974 va servir per dirimir el Campionat d'Itàlia en ruta.

## Palmarès
| Any                   | Vencedor             | Segon                   | Tercer              |
| --------------------- | -------------------- | ----------------------- | ------------------- |
| 1952                  | Antonio Bevilacqua   | Angelo Conterno         | Alfio Ferrari       |
| 1953-55. No disputada |                      |                         |                     |
| 1956                  | Pierino Baffi        | Giuseppe Cainero        | Vasco Modena        |
| 1957. No disputada    |                      |                         |                     |
| 1958                  | Adriano Zamboni      | Roberto Falaschi        | Idrio Bui           |
| 1959                  | Adriano Zamboni      | Nello Velucchi          | Roberto Falaschi    |
| 1960                  | Alessandro Fantini   | Mario Minieri           | Angelo Coletto      |
| 1961                  | Willy Vannitsen      | Dino Bruni              | Mario Minieri       |
| 1962                  | Vendramino Bariviera | Alfredo Sabbadin        | Mario Minieri       |
| 1963                  | Adriano Durante      | Raffaele Marcoli        | Oreste Magni        |
| 1964                  | Guido de Rosso       | Adriano Durante         | Diego Ronchini      |
| 1965                  | Guido de Rosso       | Michele Dancelli        | Gianni Motta        |
| 1966                  | Adriano Durante      | Franco Bitossi          | Marino Basso        |
| 1967                  | Rudi Altig           | Bruno Mealli            | Ole Ritter          |
| 1968                  | Marino Basso         | Eraldo Bocci            | Ole Ritter          |
| 1969                  | Attilio Rota         | Franco Bitossi          | Dino Zandegù        |
| 1970                  | Adriano Durante      | Patrick Sercu           | Luigi Sgarbozza     |
| 1971                  | Marino Basso         | Patrick Sercu           | Luigi Sgarbozza     |
| 1972                  | Julien van Lint      | Mauro Simonetti         | Julien Stevens      |
| 1973                  | Marino Basso         | Patrick Sercu           | Gianni Motta        |
| 1974                  | Enrico Paolini       | Felice Gimondi          | Marino Basso        |
| 1975                  | Rik van Linden       | Patrick Sercu           | Pierino Gavazzi     |
| 1976                  | Rik van Linden       | Pierino Gavazzi         | -                   |
| 1977                  | Luciano Borgognoni   | Marino Basso            | Giuseppe Saronni    |
| 1978                  | Rik van Linden       | Marino Basso            | Giuseppe Martinelli |
| 1979                  | Roger de Vlaeminck   | Pierino Gavazzi         | Giuseppe Martinelli |
| 1980                  | Giovanni Battaglin   | Francesco Moser         | Silvano Contini     |
| 1981                  | Gregor Braun         | Francesco Moser         | Giovanni Mantovani  |
| 1982                  | Giovanni Mantovani   | Francesco Moser         | Giuseppe Martinelli |
| 1983                  | Francesco Moser      | Alfons de Wolf          | Bruno Leali         |
| 1984                  | Mario Beccia         | Acacio da Silva         | Johan van der Velde |
| 1985                  | Emanuele Bombini     | Marino Amadori          | Stefano Colagé      |
| 1986                  | Roberto Visentini    | Claudio Corti           | Roberto Pagnin      |
| 1987                  | Giuseppe Saronni     | Maurizio Fondriest      | Davide Cassani      |
| 1988                  | Adriano Baffi        | Gianbattista Bardelloni | Stefano Allocchio   |
| 1989                  | Adriano Baffi        | Pierino Gavazzi         | Silvio Martinello   |
| 1990                  | Mario Cipollini      | Giuseppe Citterio       | Endrio Leoni        |
| 1991                  | Silvio Martinello    | Danilo Gioia            | Flavio Vanzella     |
| 1992                  | Andrei Teteriuk      | Mario Manzoni           | Roberto Pelliconi   |
| 1993                  | Alberto Elli         | Massimo Podenzana       | Stefano della Santa |
| 1994                  | Angelo Lecchi        | Gilles Delion           | Maximilian Sciandri |
| 1995                  | Angelo Canzonieri    | Angelo Lecchi           | Alessio Barbagli    |
| 1996                  | Fabio Roscioli       | Filippo Casagrande      | Stefano Cembali     |

1. ↑  Cursa vàlida pel Campionat d'Itàlia de ciclisme en ruta.
2. ↑  Tinchella, tercer, fou desqualificat per dopatge.
3. ↑  Edició disputada en un circuit a Vignola.